# Про обов'язки

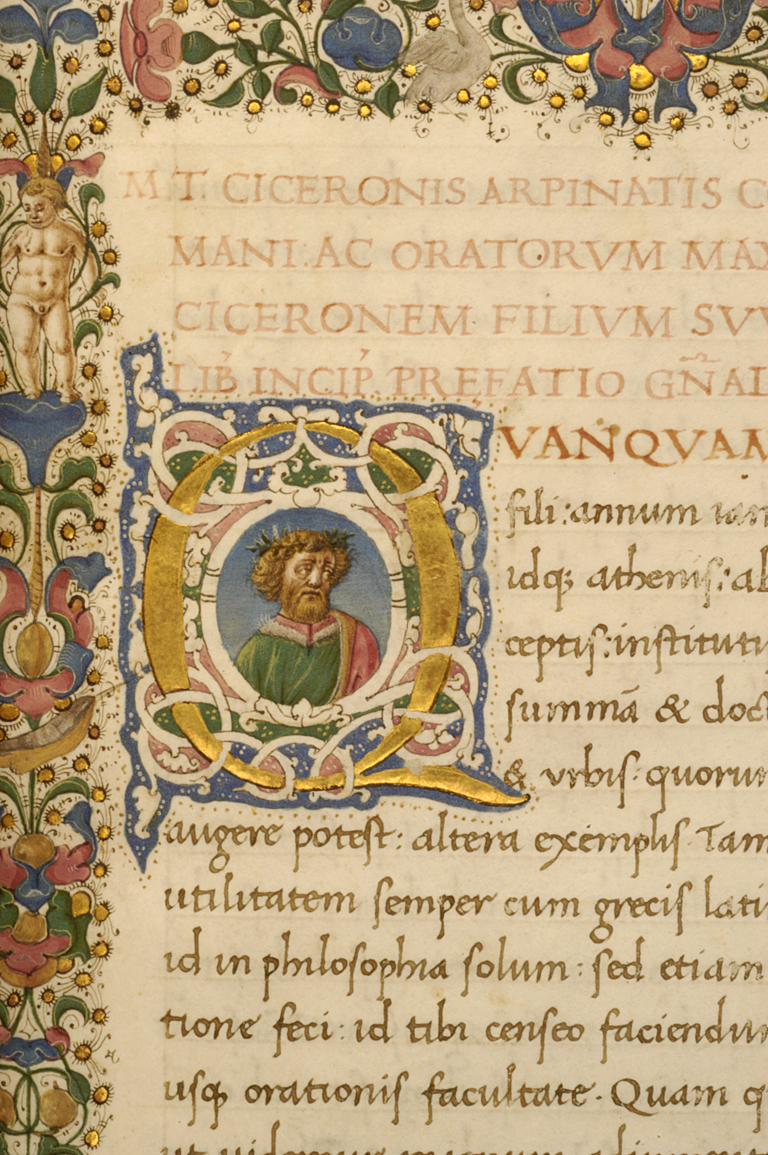
Офіційний рукопис XV ст. Століття з книжковою ілюстрацією Джованні Ріккардо ді Нанно

De officiis (укр. Про обов'язки) — пізній філософський твір Марка Тулія Цицерона. Він був написаний у 44 до н. е. Він був створений в І ст. до н. е. і є одним із стандартних творів античної етики. У ньому коротко розповідається про обов'язки повсякденного життя, особливо про обов'язки державного діяча.
Словом officium Цицерон переклав грецьке καθῆκον (kathēkon), що означає щось, що належить комусь, і, в технічному сенсі, обов'язок. De officiis написаний у формі листа до сина Цицерона Марка, а не у формі діалогу, як багато філософських творів Цицерона. Праця складається з трьох книг, перша присвячена чесній поведінці, друга — корисним для людини обов'язкам, а третя — ситуаціям, у яких вони можуть суперечити одна одній. У першій і третій книгах він також посилається на чотири кардинальні чесноти та доктрину ойкейозису (спорідненість), яка є важливою частиною стоїчної етики та основною основою Цицерона. Зокрема, він посилається на Панаетія Родоського та його основну працю "Про обов'язки, але також спирається на інших стародавніх філософів, таких як Посейдоній і Платон.

## Історія виникнення
Твір було створено восени чи взимку 44 р. до н. е. після смерті Гая Юлія Цезаря. Цицерон різко критикував Марка Антонія у своїй першій Філіппійській промові, зокрема через його претензію стати наступником Цезаря на посаді імператора. Тоді Цицерону довелося втекти з Риму до свого заміського маєтку. Там він усамітнився над Laelius de amicitia (Лелій про дружбу) і De officiis.
Адресат твору, його син Марк, протягом року вивчав філософію в Афінах у перипатетика Кратіппа під час створення De officiis.  Кажуть, що на відміну від свого батька він не був дуже працьовитим, але насолоджувався життям, а не поглиблював свої дослідження політики та філософії. Кажуть, Цицерон не схвалював цього.  Згідно з De officiis, Цицерон хотів дати йому деякі вказівки, хоча у нього було «більш ніж достатньо вказівок (від Кратіппа)». Його метою було не представити стоїчний ідеал вчення про обов'язок, а дати практичні настанови, засновані на численних прикладах.
De officiis в деяких частинах натякає на політичну ситуацію під час його створення. На початку третьої книги  Цицерон також докладно розповідає про свою відставку, яка спонукала його до написання філософських творів.  Він порівнює свою відставку з відходом Сципіона Африканського, який стверджував, що він «ніколи не був менш бездіяльним, ніж коли був бездіяльним, і менш самотнім, ніж коли був самотнім».  Однак його відставка була добровільною, Сципіон час від часу усамітнювався «на самотність, як у гавань»; Однак через політичну ситуацію Цицерон був позбавлений можливості повернутися до громадського життя.

## Зміст

### Перша книга
Цицерон рекомендує своєму однойменному синові, який присвячує себе філософським студіям в Афінах, продовжити вивчення латинської мови в Греції, як це робив його батько. Для цього він посилає йому ці книги, які за своєю спрямованістю не надто відрізняються від того, що син дізнається від Кратіппа (1–2). Жоден грек не досяг такої слави в публічних виступах і філософських викладах, за винятком, можливо, Деметрія Фалерського. Тим не менш, великі філософи та оратори класичного періоду могли б це зробити, якби вони тільки хотіли (3–4).
Що є чесним, а що соромним – це тема, спільна для всіх філософів. Однак не всі школи можуть змістовно включити концепцію обов’язку в свою теоретичну базу. У цих книгах Цицерон має намір орієнтуватися на стоїків, але залишає за собою право робити власний вибір і судження (5–6). У першій дихотомії Цицерон оголошує, що він розглядатиме поняття обов’язку з двох сторін: по-перше, з точки зору його зв’язку з найвищим благом, по-друге, з точки зору втілення поняття в приписи та правила життя (7). У наступному визначенні він ототожнює грецьке καθόρθωμα з rectum, абсолютним обов’язком, а потім захищає використання слова officium для грецького μέσον καθῆκον, середнього обов’язку, який є раціонально виправданим.(8).
Панаїтій визначив потрійне міркування, яке передує кожній наміченій дії:
- 1. Це почесно чи ні?
- 2. Це корисно чи ні?
- 3. Чи є конфлікт між честю та корисністю?

Цицерон хоче заснувати свою дискусію на цьому, але хоче продовжити власне дослідження (9–10):
- 4. Наскільки це почесно?
- 5. Наскільки це корисно?

На додаток до основних функцій всього життя, самозбереження та відтворення, люди також мають усвідомлення минулого та майбутнього. Ця причина дає йому бажання жити в людському суспільстві. Також специфічно людським є інтерес до істини, який пробуджує в ньому потяг до дослідження і спонукає людину прагнути до незалежності (11–13). Сприйняття красивих і гармонійно впорядкованих речей пробуджує в людях бажання реалізувати таку ж гармонію в своїх думках і вчинках. З усього цього складено почесне, яке завжди можна простежити до однієї з чотирьох чеснот (пізніше названих кардинальними чеснотами ), які тепер будуть розглянуті окремо:
- мудрість (prudentia, параграфи 18–19)
Правильне судження вимагає уважності та часу. Не варто витрачати надто багато зусиль на те, що важко зрозуміти, складне, а також не є життєво необхідним. В інтересах теорії обов'язку, яка була б якомога більш практичною, Цицерон приділяє дуже мало місця цій чесноті: "Дозволити відрадити себе від виконання дій через свій інтерес до того, що є правдою, є порушенням свого обов'язку. Вся слава чесноти заснована на діяльності". (I,19)
- справедливість (iustitia, параграфи 20–60)
Тепер Цицерон обговорює тісно пов’язані чесноти справедливості та щедрості, які мають спільне походження у вимогах інших людей до людини. Не завдавати нікому шкоди без необхідності є одним із найважливіших принципів справедливості (20-23). Основними мотивами тих, хто чинить несправедливість іншим, є страх, жадібність і жага влади. При оцінці слід розрізняти, чи пристрасть чи розрахунок спричинили несправедливість (24–27). Однак бажання не чинити несправедливості часто призводить до іншої форми несправедливості, оскільки вихід із конфлікту нехтує захистом тих, хто перебуває під захистом (28–30).
Хоча надійність є елементарною рисою справедливості (23), речі, які самі по собі є справедливими, можуть порушити принцип справедливості, якщо, наприклад, дотримання обіцянки тепер завдасть шкоди людині, якій вона була дана за змінених обставин. Зловмисне буквальне тлумачення формулювання закону чи контракту також слід розглядати як шахрайство (31–33).  Справедливість також має підтримуватися під час збройних конфліктів; Насильство виправдане лише до тих пір, поки неможлива розмова. Римські генерали могли похвалитися тим, що особливо захищали нижчих супротивників. Загалом, війна вимагає ретельного дотримання норм фетального права, щоб бути виправданою (34–36). В принципі, доцільною є максимально можлива поблажливість. На відміну від битв за виживання народу, війни просто за владу та вплив не слід вести надто запекло. Тут також є місце для вчинків щедрості та відданості, навіть по відношенню до ворога (37–40).
Справедливість має відбутися і щодо найслабших, рабів. Лицемірство навіть гірше грубої сили (40).  Для Цицерона милосердя або щедрість також підпадають під загальне поняття справедливості. Благодійність не повинна бути пов’язана з недоліками для когось і повинна бути особливо обережною, щоб гарантувати, що кожен отримує те, що йому потрібно. Приклади Сулли та Цезаря (42–43) показують, наскільки шкідливо брати в однієї людини, щоб здаватися щедрим іншим. Кожен, хто займається милосердям понад власними можливостями, марнує власність своїх родичів. Найпоширенішим мотивом цього є марнославство (44). Роблячи добрі справи, слід звертати увагу на заслуги одержувача. Однак стандарти для інших людей не повинні бути занадто високими. Скромну поведінку слід сприймати як позитивний знак. Слід також враховувати стабільність доведеного ухилу (45–47). Отримані блага мають бути щедро взаємними. Однак необхідно також враховувати обставини та потребу (48–49).
Щоб орієнтуватися в масштабах соціальної дійсності, Цицерон поділяє сфери життя людей за їх близькості. Люди спочатку відрізняються від тварин мовою та розумом і тому пов’язані з усіма людьми. Разом з ними він використовує дари природи. Як можна підтримувати інших, не зазнаючи втрат самому, можна побачити за допомогою образу розпалювання вогнища (50–52). З’являються все тісніші зв’язки між людьми через спільну етнічну приналежність і мову, через політичні асоціації та через спорідненість. Сім'ї є, так би мовити, ядром громадянства, нащадки від вторинних ліній відповідають колоніям міст. Спільність у культі сприяє зміцненню спільності (53–55). Найтісніший зв’язок між людьми виникає в дружбі добрих людей (viri boni), які через подібні характери об’єднуються у взаємній підтримці для досягнення спільних цілей (55–56). Проте емоційно найважливішою спільнотою є res publica, за яку кожен без вагань віддає своє життя (57).
На завершення цих дискусій Цицерон згадує про ієрархію соціальної реальності. На першому місці – рідне місто та батьки, потім діти та родичі, які потребують захисту. Формування спільного життя словом і ділом має своє місце в дружбі (58). Мірою всіх послуг, які можна зробити іншим, є потреба та індивідуальна ситуація одержувача. Усі ці правила не хочуть залишатися теорією, а радше реалізовуватись на практиці (59–60).
- хоробрість і велич душі (fortitudo і magnanimitas, параграфи 61–92)
Цю основну чесноту мають особливо розділяти ті, хто обіймає керівні посади в державі. Цицерон визначає це як «чесноту, що бореться за справедливість», але воно також може бути небезпечним, а саме, коли відбувається без справедливості. У цій главі він представляє себе як ідеального державного діяча, який поєднує в собі справедливість і велич душі. У Цезарі він бачить vir magnanimus, але того, хто править державою, як тварина (belua) без справедливості. Нарешті він підсумовує завдання для державного діяча і філософа.
- помірність (temperantia/moderatio, параграфи 93–151)
Ціцерон визначає цю чесноту як внутрішню гармонію душі. Це принципово пов'язане з природою людини (але не богів і мудреців). Особливо до неї (але також до всіх інших чеснот) належить пристойність (decorum), яка має на меті пом’якшувати бажання та пориви людини. Так звана теорія персони (ролі) Цицерона також відноситься до цієї категорії. Він складається з наступних чотирьох ролей/персон: 1. загальна роль, визначена для кожної особи декором  2. роль природи особистості людини  3. роль, зумовлена вибором професії  4. роль особистості, гармонійно налаштованої на середовище

Нарешті, як висновок, Цицерон зауважує, що обов’язки перед громадою важливіші, ніж обов’язки перед окремою людиною, і що гармонійна, справедлива особистість має бути пріоритетом.

### Друга книга
У цій значно коротшій книзі (89 параграфів) Цицерон розглядає питання про те, що корисно для людини. У передмові (prooemium) він обговорює питання корисності в принципі та обґрунтовує своє філософське ставлення до розгляду лише тих ситуацій у цій роботі, які здаються йому ймовірними.
Потім він зазначає, що користь і честь можна розділити лише теоретично, але не практично, оскільки згідно з ідеалом стоїків все, що є чесним, є також корисним, і навпаки.
Далі Цицерон стверджує, серед іншого, що майже всі людські досягнення були б немислимі без допомоги інших людей. Тому необхідно залучити їх до своїх ідей. Інша частина книги тепер присвячена, головним чином, способам завоювання симпатії інших, хоча Цицерон вважає, що страх для цієї мети непридатний засіб. Як приклад він спочатку наводить грецьку тиранію, але як більш пізній приклад він також цитує Рим. Він називає Луція Корнелія Суллу Фелікса та Гая Юлія Цезаря римськими тиранами.
У наступних параграфах обговорюється корисність слави. Спочатку Цицерон пояснює, як цього можна досягти, а саме через доброзичливість, надійність, а також через захоплення видатними чеснотами. Потім він згадує справедливість як передумову слави; він виходить з цієї найвищої чесноти.
Те, що благодійність і щедрість також можуть бути корисними, — тема наступного розділу. Після загальної дискусії Цицерон торкається щедрості, зокрема в організації змагань і гладіаторських боїв. Треба бути щедрим, але не викликати підозр у жадібності. Потім він робить висновок, що не слід витрачати занадто багато, щоб виглядати щедрим.
На відміну від цього, він не говорить про благодійність у грошовому виразі, а радше про конкретне надання послуг на користь особи. Необхідно приділяти особливу увагу їхнім потребам, і державний діяч має бути милосердним не лише до небагатьох, але й до суспільства в цілому. Тут також згадуються відомі приклади з римської та грецької історії.
Далі коротко пояснюється, що важливо дбати про власне здоров’я та достаток. Наприкінці він передбачає третю книгу, в якій він показує конфлікт між корисністю та обов'язком.

### Третя книга
У третій книзі (121 абзац) Цицерон по суті перераховує сфери, де почесні та корисні речі можуть вступати в конфлікт, беручи приклад, зокрема, з Посейдонія, оскільки Панаетій, хоча він і оголосив про це, не торкався цього у своїх трьох книгах « περὶ τοῦ καθήκοντος (perí tū kathēkontos) ».
Він починає в проемії зі скарги на своє вигнання, яке є причиною його відставки (але це також дає йому час для написання своєї роботи), і порівнює це з вигнанням Сципіона Майора, який був добровільним.
Потім він теоретично обговорює конфлікт між корисністю та честю. У передмові він знову заявляє, що досконала посада (κατορθώματα) доступна лише «мудрим» (це стоїчний ідеал людської досконалості) і богам, але люди повинні практикувати досконалу службу (καθήκοντα), щоб максимально наблизитися до ідеалу.
Тепер Цицерон викладає критерії оцінки цих конфліктів за прикладом Посейдонія. По-перше, він виправдовує свій міцний зв’язок із стоїчною етикою тим, що вона здається йому найкращою, оскільки не описує нічого нечесного як корисне. Потім він стверджує, що за жодних обставин не можна завдавати шкоди своїм ближнім, які повинні мати таке ж право брати участь у спільноті, щоб забезпечити власні переваги. За цим слідує заклик, особливо як дуже обдарована людина, не віддалятися від громади і жити в мирі, але ще більше служити суспільству. Цицерон також попереджає, що це, як природний інстинкт, не повинно обмежуватися родичами чи співгромадянами, але повинно застосовуватися до всіх людей. Але з цього правила є й винятки: наприклад, Наприклад, не заслуговує на звинувачення, якщо мудра людина забирає в людини щось, що не є корисним, щоб вижити, оскільки вона сама ще може багато зробити для загального добра. Також прийнятно зняти одяг з тирана (він бере для прикладу Фалариса з Акрагаса ) або навіть убити його.
У наступних параграфах Цицерон має справу з практичним тлумаченням цих конфліктів, особливо під час війни. Спочатку він обговорює це в принципі, потім згадує практичні приклади. У передмові до цього розділу Цицерон захищає Панаетія, який проігнорував цю тему, оскільки підозрює, що Панаетій піддався якійсь хворобі. Потім коротко викладається зміст книги.
У наступному розділі використовуються приклади з ранніх римських і міфічних грецьких часів, щоб пояснити, що несправедливість ніколи не може бути корисною. Ні явна, ні прихована – тут Цицерон посилається на приклад Гігеса – несправедливість веде до користі, хоча бувають і невирішені випадки (тут Цицерон згадує приклад Луція Тарквінія Коллатина, якого його побратим Брут позбавив командування). Крім того, не повинно бути необмеженої прихильності ні до друзів, ні до вітчизни.
Потім Цицерон має справу з несправедливістю, яка виникає внаслідок формально захищеного законом приховування правди. Тут він наводить три приклади: по-перше, продаж зерна за високою ціною на охопленому голодом Родосі, хоча купець знає, що велика кількість зерна постачається з Александрії ; по-друге, приклад будинку, який виглядає дуже погано всередині, але добре зовні, а потім продається за високу ціну; і інший приклад, коли багатий римлянин у Сіракузах був обманутий, вдаючи, що він ловить рибу в ставках парку, який він мав намір. ds купити.
Також наводяться окремі приклади з історії та політики. Спочатку наведено приклад підробленого греками заповіту багатого римлянина Луція Мінуція Базиля. Він навмисно називає спадкоємцями впливових людей, таких як Марк Ліциній Красс або Квінт Гортензій Гортал, які забезпечують визнання заповіту правильним. Потім коротко розглядається незаконно отримане консульство Гая Марія як приклад ambitio (прагнення до впливу). Потім ще раз цитується про зло тиранії, і як приклад знову згадується Гай Юлій Цезар. У наступному розділі Цицерон наводить кілька прикладів на тему Гекатона. Наприкінці він коротко підсумовує все.
Потім Цицерон коротко обговорює основні чесноти, які вже згадувалися. У останніх словах він застерігає свого сина, якому адресовано твір, і категорично відкидає гедонізм, особливо гедонізм кініків. В останньому абзаці він прощається з сином і сподівається (марно) скоро побачити його знову.

## Грецькі джерела Цицерона
Грецьке слово καθῆκον (kathēkon), перекладене Цицероном як officium, з давніх часів означало дію відповідно до обставин або часу, а у філософії також обов’язок. Цицерон успішно захистив цей переклад проти заперечень Тіта Помпонія Аттика, який загалом критикував переклад грецьких філософських термінів латинською мовою. В одному зі своїх листів до Аттікуса він пише:
«До речі, я не сумніваюся, що те, що греки називають καθῆκον, ми називаємо officium. Чому б це також не цілком відповідати конституційним термінам? Скажімо, consulum officium, senatus officium. Тож це ідеально підходить. Або ви знаєте щось краще?»

### Платон
Платон був першим, хто всебічно розглянув кардинальні чесноти, які складають основу обов’язків (καθήκοντα). Він докладно розглянув цю тему, зокрема в діалогах «Симпозіум», «Горгій» і особливо в «Політеї». Справедливість є найвищою чеснотою, яка стоїть над усіма частинами душі, мудрість — чеснотою розумної частини (λογιστικόν, logistikón ), мужність — чеснотою мужньої частини (θυμοειδές, thymoeidés ), а поміркованість — чеснотою бажаної частини ( ἐπιθυμητικόν, epithymētikón ),  який має бути під контролем. Добре відоме порівняння Платона з колісницею, запряженою кіньми, яка представляє розумну частину душі як візника, сміливу частину як охочого коня, а бажану частину як невільного коня.

### Старша Стоя
Лікування καθήκοντα має давню традицію в стоїцизмі, яка, як кажуть, походить від Зенона з Сітіума. Літописець Діоген Лаертський стверджує, що Зенон ввів обов’язок ( officium, καθῆκον ) як філософський термін і цитує його слова, що це «те, що є природним у житті». Він також пояснює походження слова і далі стверджує, що «термін узятий з того факту, що він (обов’язок) спрямований як (буквально низхідна ) вимога до певних людей».  Зенон та інші представники старшого стоїцизму (особливо Хрісіпп з Солі ) фундаментально виділяють дві «крайні цінності», якими є, з одного боку, (абсолютно) правильна дія (καθόρθωμα; recte factum ), а з іншого боку, злочин ( ἁμάρτημα (hamártēma), peccatum ), і середні цінності ( τὰ μεταξὺ ἀρετῆς καὶ κακίας, ta metaxý aretēs kai kakías ), досяжні для кожної людини: сумлінна дія (officium) і сумлінна дія ( contra officium; παρὰ τὸ καθῆκον. κον, pará до kathēkon ), причому перші цінності представлені як блага, а другі – як зло.
Арістон з Хіоса, з іншого боку, не звертався до «середніх значень» і посилався на чесність як на єдину цінність. Такої ж думки дотримуються Піррон і Еріл Карфагенський. Арістон також вважав, що не варто публікувати «філософські трактати» і вдався до принципів (δόγματα), бо тому, хто справедливий, більше нічого не потрібно.
Однак погляди Арістона були непопулярні серед більшості стоїків. Сенека докладно описує аргументи, які різні стоїки висували проти нього.  Цицерон також критикує його в De officiis (I, 5–6), де він запитує себе, де можна «знайти когось, хто б назвав себе філософом, не даючи жодних приписів щодо обов’язків (officia)» і стверджує, що «думка Арістона (…) давно не підтвердилася».

### Середня Стоя
Панаетій Родоський, перший представник середнього стоїцизму та найважливіший взірець Цицерона для перших двох книг De officiis, вважав, однак, що правила в області етики дуже важливі, що важливим є практичне навчання, яке стосується кожного, а не ідеал мудрої людини. Його особливо цікавила допомога в певних повсякденних ситуаціях. Він хотів, щоб кожен міг жити «відповідно до природи» ( κατὰ φύσιν, katá phýsin ).  Він заперечує звинувачення, що його етика має дві цілі, а саме, з одного боку, досягнення стоїчного ідеалу, а з іншого боку, зосередження на цих «середніх цінностях», зауваженням, переданим нам Цицероном у De officiis I, 6: «(…) Заповіді, сумісні з природою, можуть бути дані або тими, хто каже, що чесність (honestas) є бажаною, або тими, хто каже, що вона особливо бажана для неї заради себе». Він найбільш детально розглядає це питання у своїх (більше не збереглися) книгах «περὶ τοῦ καθήκοντος», але опускає частину, в якій згадуються конфлікти між честю та корисністю, хоча він оголосив про це у своїй останній книзі (з трьох).  Таким чином, з одного боку, Панаетій зберіг стоїчні цінності, але, що стосується концепції навчання, він чітко звернувся до Періпата та Академії.  Ганс-Ульріх Вімер та інші припускають, що робота Панайтія була спрямована насамперед на молодих грецьких аристократів, які розглядали можливість зробити політичну кар’єру.
Посейдоній у певному сенсі продовжив роботу Панаетія і використовується як джерело Цицероном у книзі III. Він, по суті, поділяв погляди Панайтія, але нічого про нього не було передано. Цицерон був його учнем і відвідував його у філософській школі, яку він заснував на Родосі, щоб послухати його лекції, які в основному базувалися на Панаетію.

## Історія передачі
Рукописи De officiis – на відміну від деяких інших філософських творів Цицерона – особливо численні. Рукопис MS став основним для пізніших видань. Д'Орвіль 77 Бодліанської бібліотеки (Oxoniensis Dorvillianus 77) з Х ст. Століття. Ілюмінований рукопис 1450 року знаходиться у власності Саксонського університету та Державної бібліотеки в Дрездені. Перше друковане видання ( editio princeps ) разом з іншими філософськими творами було опубліковано в 1465 році Йоганнесом Фустом і Петером Шеффером у Майнці у форматі фоліо.  Основне друковане видання вийшло у 1470 році у Венеції Венделіном зі Шпаєра у форматі 4°.  Перше коментоване видання також вийшло у Венеції в 1535 році.

## Критика
Література про καθήκοντα (обов’язки) була широко поширена в грецькому стоїцизмі. Праця Цицерона De officiis також була широко читана і знайшла шанувальників і наслідувачів. Перші відгуки можна знайти у самого Цицерона, особливо у філіппійських промовах проти Марка Антонія, в яких він неодноразово закликає його дотримуватись oficia.
Навіть після Цицерона було багато авторів і філософів, які займалися питаннями обов'язків (officia), причому праця Цицерона була важливою моделлю для багатьох із них, оскільки це єдина робота такого роду, що збереглася з часів античності.

### Античність
За словами Сенеки, Марк Юній Брут, убивця Цезаря, написав твір з такою ж назвою, ймовірно, грецькою мовою, який, однак, був втрачений. Поет Овідій знав твір, як це видно з його творів. Валерій Максим часто використовував джерела Цицерона, особливо De officiis, коли складав свою колекцію анекдотів. Сенека Молодший, самозваний стоїк, також написав працю про вчення про обов'язок, яка, однак, втрачена. У його творах, що збереглися, часто можна знайти відлуння De officiis. Пліній Старший із захопленням сприймав твори Цицерона: «Ці книжки про обов’язки, як відомо, треба вивчати напам’ять, а не просто читати щодня», — пише він у передмові до своєї «Природничої історії». Авл Геллій відводить трактату Цицерона особливе місце у своєму творі, написаному близько 175 року нашої ери. Праця Noctes Atticae, опублікована в 400 р. до н.е., привернула велику увагу. 

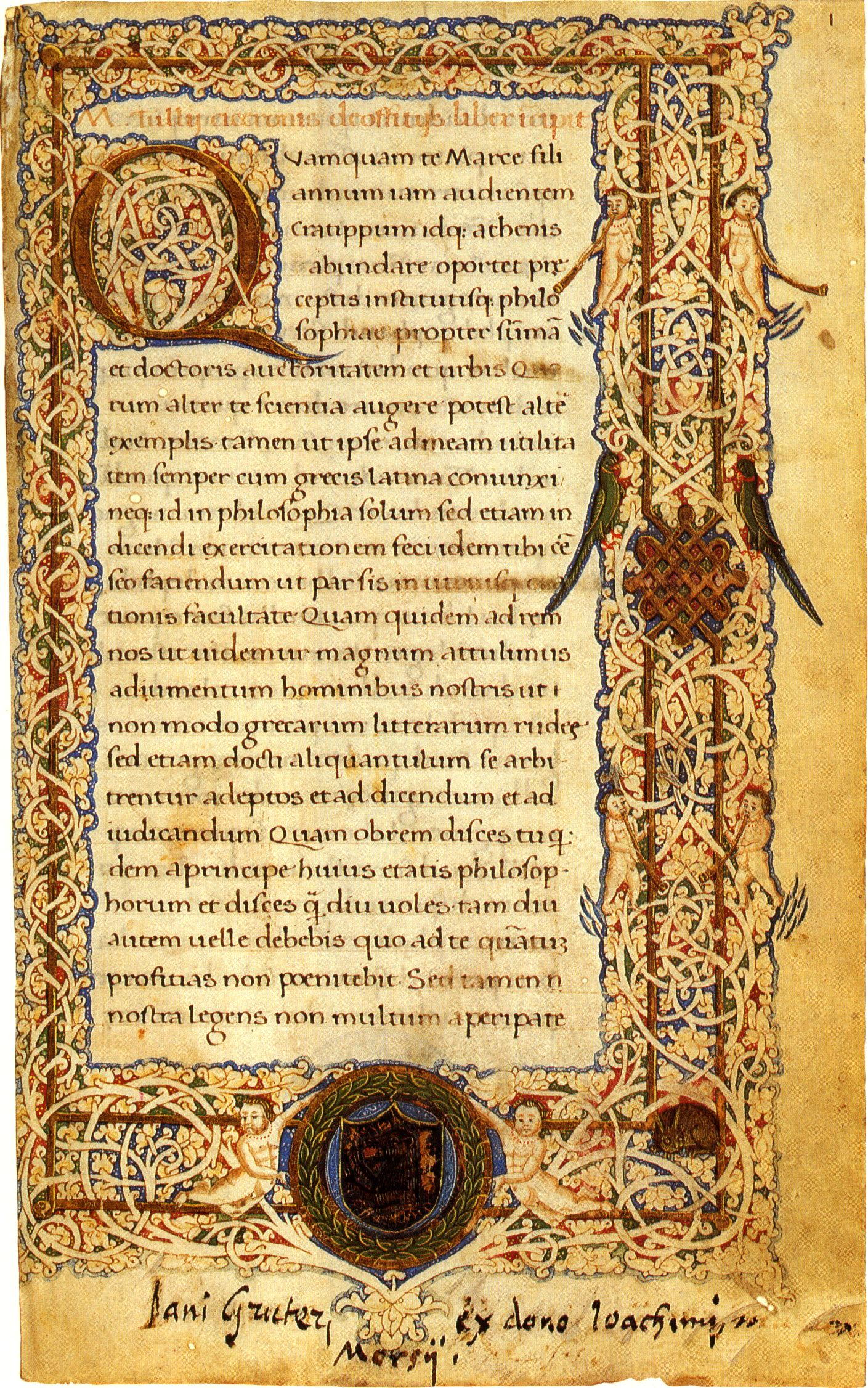
Початок De officiis в рукописі Rome, Biblioteca Apostolica Vaticana, Vaticanus Palatinus лат. 1534 (15 століття)

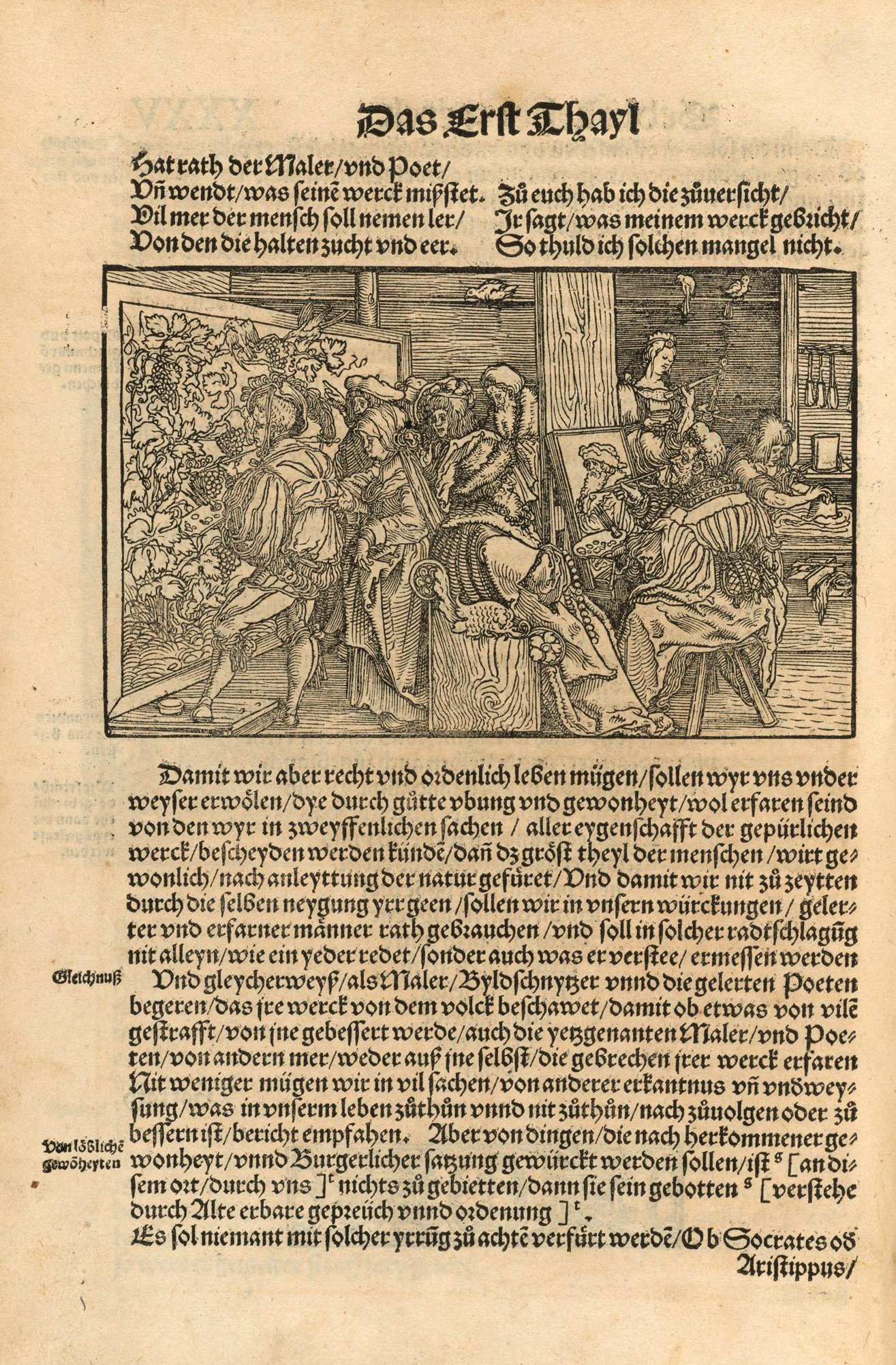
De officiis I, 147–148 у німецькому перекладі Йоганна фон Шварценберга, Аугсбург 1531

Лактанцій був першим християнином, який інтенсивно займався De officiis. У своїй праці він цитував або натякав на Цицерона 24 рази. У пізній античності Амвросій, єпископ Мілана, розглянув цю тему більш детально у своїй праці De officiis ministrorum, написаній після 386 року. Ця книга пропонує перше послідовне представлення християнської етики. У цьому він, наслідує приклад Цицерона, будуючи свою працю так само, лише замінюючи римські приклади християнськими. Кажуть, що він адаптував етику в De officiis для використання в Церкві. Його учень Августин також посилався на De officiis, особливо у своїй праці De ordine.

### Середньовіччя та ранній новий час
Робота отримала увагу в схоластиці. Зокрема, Фома Аквінський у своїй «Сумі теології» (II q. 61a 4.5) цитує De officiis як авторитет (I, 68.71), щоб підтвердити свою концепцію мужності. Пізній схоластик Марсилій Падуанський також кілька разів посилається на De officiis у своїй праці Defensor pacis.
Франческо Петрарка (1304–1374) високо оцінив творчість Цицерона. Особливо його захоплювала мова Цицерона: «Якась магія його слів і їхня евфонія, так що все інше, що я читав або чув, здавалося невідшліфованим і повним дисонансу».
Твір вважався зразком латинської прози того часу і користувався великою популярністю. Бальдассаре Кастільоне (1478–1529) часто використовував його у своєму Кортеджано.  Таким чином, через свою творчість етика Цицерона вплинула на ідеал джентльмена.
Еразм Роттердамський (1465–1536) особливо цінував De officiis, оскільки він відкрито зізнавався: «Я не знаю, як поводяться інші». . Марк Тулій, особливо коли він говорить про добре життя (De officiis), прагне поставити мене в таке становище, що я не можу сумніватися, що якесь божество наповнило серце, з якого витікають ці думки.
Гуго Гроцій (1583–1626) часто посилався на De officiis у своїй праці De iure pacis et belli, наприклад, у своїй дискусії про право давати кожному те, що йому належить (cuique suum).

### Сучасність
De officiis був дуже популярний у філософську епоху Просвітництва. Наприклад, Спіноза у своїй Ethica ordine geometrico demonstrata розробив доктрину ойкейозису, якої слідували Цицерон та інші. a. пояснюється в De officiis, використовується як основа. Твір також широко читали в Англії; наприклад, ідеал гармонійної особистості Шефтсбері значною мірою базується на De officiis. Вольтер (1694–1778) і Фрідріх Великий вважали De officiis найкращою книгою про мораль за всю історію і високо поважали Цицерона. З іншого боку, Жан-Жак Руссо зазначав, що «не обов’язково знати De officiis Цицерона, щоб бути хорошою людиною». У випадку Іммануїла Канта можна було б довести через інтерпретацію його праць, що жоден античний філософ не вплинув на нього настільки глибоко, як Цицерон, особливо De officiis, яку він знав у популярному на той час перекладі філософа Крістіана Гарве. Свою концепцію обов'язку Кант заснував на Цицероні/Панаетії.
Після Канта De officiis ставало все менше зрозумілим, також через імперіалізм, оскільки Цицерон неодноразово наголошує, що все, що не є чесним, також не є корисним (і це не завжди сумісне з імперіалістичними інтересами), і особливо тому, що Цицерон неодноразово бачить humanitas (людяність) як якість ідеального лідера та державного діяча. Фрідріх Гегель  критично ставився до Цицерона через те, що той мав зовсім інші уявлення про державу і право (ідеалом він уявляв монархію, Цицерон — республіку ). Історики Вільгельм Друман і Теодор Моммзен не надто цінували не тільки De officiis, але й інші твори Цицерона, оскільки він ідеалізував Римську республіку над єдиним правлінням і, на їхню думку, не визнавав ознак часу у своїх політичних ідеях.
Навіть після Першої світової війни De officiis отримував дедалі менше філософської уваги. Завдяки своєму видатному стилю та як важливе вторинне джерело в історії філософії, воно є і завжди було важливим твором у класичному літературному каноні.

## Редакції та переклади текстів
- Марк Туллій Ціцерон. Тускуланські бесіди[ru]. Про обов'язки. Переклав з латини В. Литвинов. — Львів: Апріорі, 2021. 440 с. ISBN 978-617-629-688-1